# Hans Waldmann
Hans Waldmann (ur. ok. 1435 w Blickenstorfie, zm. 6 kwietnia 1489 w Zurychu) – szwajcarski dowódca i polityk.

## Życiorys
Dowodził oddziałem konfederatów szwajcarskich w wojnie z Burgundią, m.in. bitwie pod Morat 22 czerwca 1476, w której Szwajcarzy pokonali Karola Zuchwałego. Później brał udział w zawieraniu ugody w Stans z 22 grudnia 1481, która zapobiegła kantonalnym konfliktom. W 1483 został wybrany burmistrzem Zurychu, wkrótce potem podważył tradycyjną arystokratyczną strukturę rządu i rozszerzył jego konstytucyjną podstawę. Pozyskiwał możnych i międzynarodowy wpływ przez sprzedaż najemników, otrzymywał pensje za swoją służbę od władców Sabaudii, Wirtembergii i Węgier, uzyskując w ten sposób niemal całkowitą lokalną przewagę, jednak jego próby rozszerzenia władzy na inne kantony spotkały się z oporem. Stał się jednym z najbogatszych i najpotężniejszych ludzi w Konfederacji Szwajcarskiej. Jego stałe roszczenia doprowadziły do stopniowej erozji lokalnego poparcia. W końcu stronnictwo obywateli Zurychu, w akcie o wątpliwej legalności, doprowadziło do jego aresztowania i egzekucji.